# Hyaleucerea myrrhine
Hyaleucerea myrrhine là một loài bướm đêm thuộc phân họ Arctiinae, họ Erebidae.